# Get Color
| Совокупная оценка    | Совокупная оценка |
| Источник             | Оценка            |
| -------------------- | ----------------- |
| Metacritic           | 79/100            |
| Оценки критиков      |                   |
| Источник             | Оценка            |
| AllMusic             | [ 2 ]             |
| The A.V. Club        | B                 |
| ChartAttack          | 4/5               |
| Consequence of Sound | B-                |
| Drowned in Sound     | 8/10              |
| Pitchfork            | 7.4/10            |
| PopMatters           | [ 8 ]             |
| The Skinny           | [ 9 ]             |
| State                | 3/5               |
| XLR8R                | 9/10              |

Get Color — второй студийный альбом американской нойз-рок группы HEALTH, выпущенный в 2009 году. Он получил в основном благоприятные отзывы музыкальных критиков. Альбом дебютировал на семнадцатой позиции в чарте Billboard Heatseekers Albums. За первую неделю было продано 1 500 копий. По состоянию на июль 2015 года, было продано 11 000 физических копий альбома.

## Список песен
1. «In Heat» — 1:47
2. «Die Slow» — 3:12
3. «Nice Girls» — 3:10
4. «Death+» — 2:39
5. «Before Tigers» — 3:26
6. «Severin» — 4:09
7. «Eat Flesh» — 4:02
8. «We Are Water» — 4:15
9. «In Violet» — 6:14